# 薩爾塞多
薩爾塞多（西班牙語：Salcedo）是中美洲國家多明尼加共和國的城市，也是米拉瓦尔姐妹省的首府，位於該國北部，距離首都聖多明哥160公里，面積190.6平方公里，海拔高度196米，2012年人口45,299。